# Adi Shankar

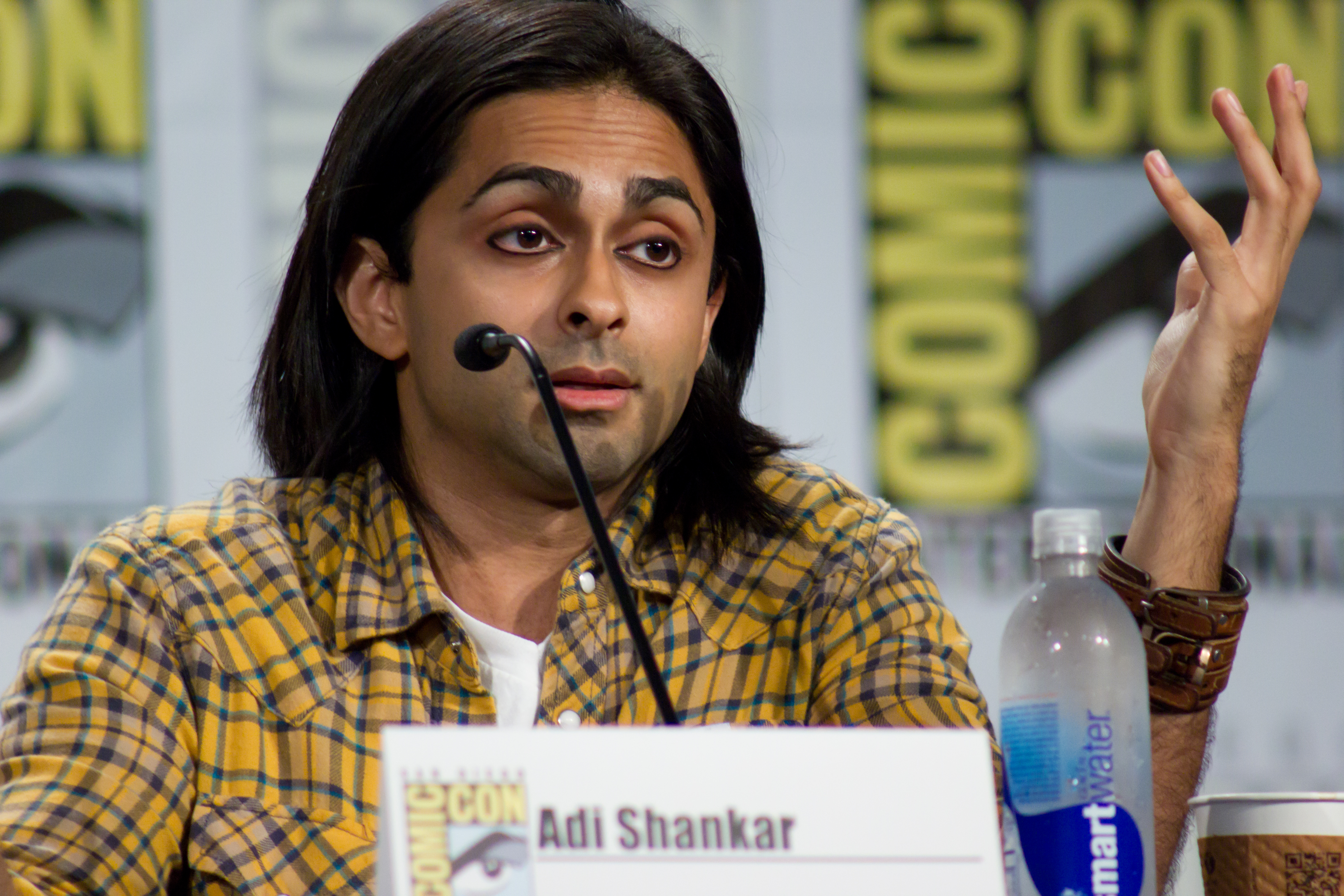

Aditya "Adi" Shankar (nacido el 8 de enero de 1985) es un productor indio-estadounidense conocido por sus producciones en YouTube, que incluyen películas "fan" con base en sátiras de la cultura popular. También es conocido por producir para Netflix la serie animada Castlevania junto a Warren Ellis.

## Filmografía

### Multiverso Pirata
| Serie                     | Temporada | Episodios | Transmitida           | Showrunner(s)                                                                            | Basado en                            |
| ------------------------- | --------- | --------- | --------------------- | ---------------------------------------------------------------------------------------- | ------------------------------------ |
| Castlevania               | 1         | 4         | 7 de julio de 2017    | Aditya "Adi" Shankar, Fred Seibert, Ted Biaselli, Kevin Kolde, Larry Tanz y Warren Ellis | Castlevania de Konami                |
| Castlevania               | 2         | 8         | 26 de octubre de 2018 | Aditya "Adi" Shankar, Fred Seibert, Ted Biaselli, Kevin Kolde, Larry Tanz y Warren Ellis | Castlevania de Konami                |
| Castlevania               | 3         | 10        | 2019                  | Aditya "Adi" Shankar, Fred Seibert, Ted Biaselli, Kevin Kolde, Larry Tanz y Warren Ellis | Castlevania de Konami                |
| Guardianes de la justicia | 1         | 7         | 1 de marzo de 2022    | Adi Shankar                                                                              | Obra original                        |
| Devil May Cry             | 1         | 8         | 3 de abril de 2025    | N/A                                                                                      | Devil May Cry de Capcom              |
| Assassin's Creed          | N/A       | N/A       | N/A                   | N/A                                                                                      | Assassin's Creed de Ubisoft          |
| Hyper Light Drifter       | N/A       | N/A       | N/A                   | Adi Shankar y Alx Preston                                                                | Hyper Light Drifter de Heart Machine |